# Gwion gwion sziklarajzok

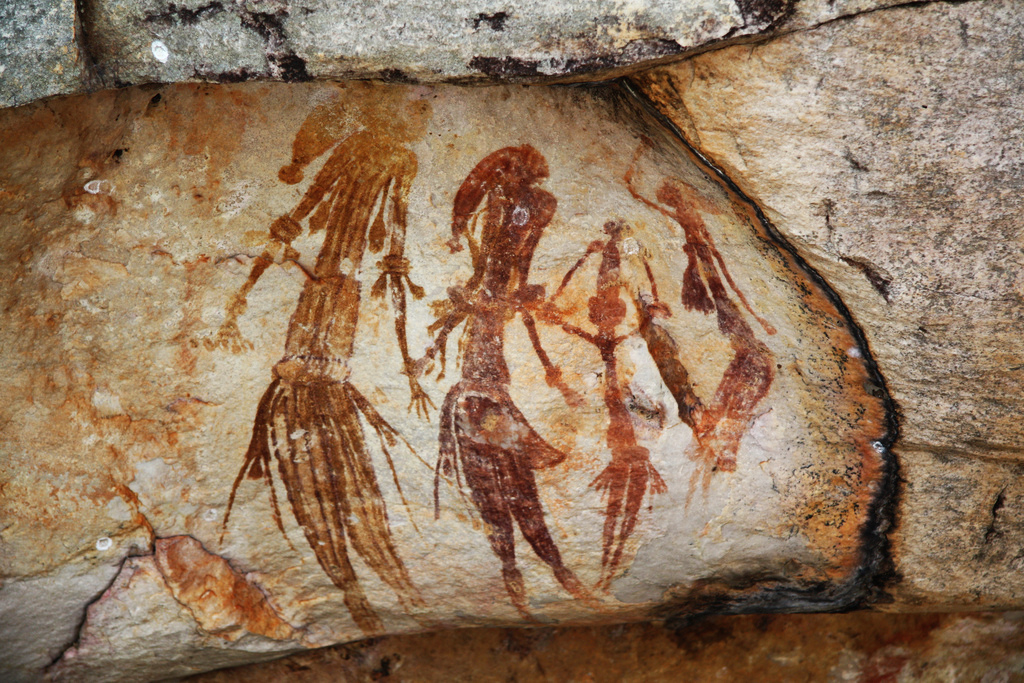
Gwion gwion („zsinóros bojtos”) alakok díszes viseletben

A gwion gwion sziklarajzok (más néven gwion alakok, kiro kiro vagy kujon, illetve Bradshaw-sziklarajzok vagy Bradshaw-alakok) a Nyugat-Ausztrália északnyugati részén fekvő Kimberley régió két fő hagyományos sziklarajztípusának az egyikét – a másik a Wandjina – képviselik. A földrajzi eloszlás és stílus tekintetében egyaránt jellegzetes sziklarajzok jól elkülönülnek az inkább elszigetelten felelhető Wandjina hagyománytól. Előfordulásuk Kimberley nyugati és középső homokköves részein gyakoribb, bár e festmények elszórtan keleten, például a Napier-hegységben és Kimberley keleti határán is felbukkannak.
Jóllehet az ausztrál őslakók beszámoltak a képek jelentéséről, a sziklarajzok alkotói és kora vita tárgyát képezi az ausztrál régészek és sziklarajzkutatók körében. Egy 2020-as tanulmány a festékrétegek alatt lévő darázsfészkek elemzése alapján úgy becsüli, hogy az antropomorf alakokat 12 ezer évvel ezelőtt készíthették, ugyanakkor a rajzok korát azóta nem sikerült megnyugtatóan tisztázni, hogy azokat 1891-ben a régióban szarvasmarhatenyésztéssel foglalkozó Joseph Bradshaw – a legutóbbi évtizedekig a rajzok névadója – először felfedezte. Mivel Kimberley számos őslakos nép otthona, a sziklarajzoknak a helyi nyelveken többféle elnevezése létezik; ezek közül a leggyakoribb a gwion gwion és a kiro kiro vagy giro giro. A rajzok vagy festmények főleg emberi alakokat ábrázolnak kiegészítőkkel, például táskákkal, zsinóros bojtokkal és fejdíszekkel.

## A gwion gwion stílus

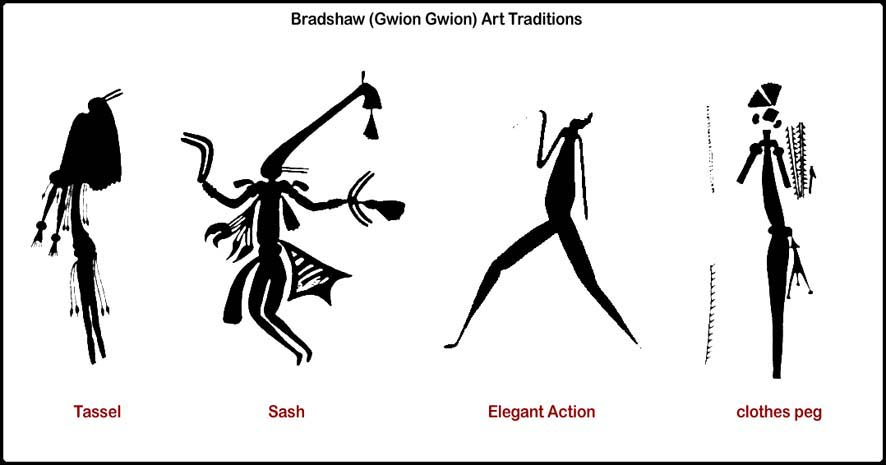
A nyugat-ausztráliai Kimberley régióban talált gwion gwion sziklarajzok négy megkülönböztethető, hagyományos stílusa

Amatőr régészként Grahame Walsh 1977-től egészen 2007-es haláláig többször visszatért Kimberley-be, hogy ott újabb lelőhelyek után kutasson. E munka eredményeként egy 1,5 millió sziklarajzot, illetve ezekkel összefüggésben 1500 új lelőhelyet tartalmazó adatbázis jött létre. Feljegyzései kiterjedtek az egymásra festett rétegekre, valamint a stílusok változására is, majd az így kialakuló kronológia alapján igazolta, hogy a gwion gwion művészet a kimberley-i sziklarajzok korai időszakaszával hozható összefüggésbe. Feltételezése szerint ez a művészeti forma a pleisztocén vége előtti időszakra datálható. Az ősi sziklarajzok közül sok a rajtuk megtelepedő baktériumoknak és gombáknak – például a fekete Chaetothyriales gombának – köszönhetően volt képes megőrizni élénk színeit, az eredeti színezőanyagként használt pigmentek ugyanis folyamatos szimbiotikus kapcsolatot indíthattak be a fekete gombák és a vörös baktériumok között, amelyek így biofilmréteget képeztek a festményeken.
A gwion gwion rajzok és festmények túlnyomórészt emberi sziluetteket jelenítenek meg, amelyek látszólag a levegőben lebegnek, vagy dinamikusan mozognak: futnak, vadásznak vagy táncolnak. A stílusjegyek alapján Walsh a gwion gwion rajzokat két önálló stílushoz sorolta, amelyeket a domináns ruházatuk szerint „zsinóros bojtos” (tassel) és „derékszalagos” (sash) alaknak nevezett el. Két további, „elegáns mozgó” (elegant action), illetve „ruhacsipesz” (clothes peg) alaknak hívott változatot is azonosított. Az emberi alakokat ezenkívül különféle tárgyak, például övek, fejdíszek, táskák és zsinóros bojtok díszítik, illetve olyan eszközök is megjelennek, mint a bumerángok és pálcák. Noha Bradshaw a festmények színét a halványkék és sárga árnyalataival írta le, a ma ismert figurák többsége színében inkább bíborvörös, vörös, piros és sárgásbarna. Az alkotások magassága változó: túlnyomórészt 40 és 50 centiméter közöttiek, bár van példa 2 méteres alakra is. A vizsgálatok során kiderült, hogy gyakran először megfestették vagy a sziklába vésték a figurák körvonalait, majd azokat kitöltötték, ami bizonyos szintű tervezésre utal.

## Fordítás
Ez a szócikk részben vagy egészben  a   Gwion Gwion rock paintings című angol Wikipédia-szócikk ezen változatának fordításán alapul.  Az eredeti cikk szerkesztőit annak laptörténete sorolja fel. Ez a jelzés csupán a megfogalmazás eredetét és a szerzői jogokat jelzi, nem szolgál a cikkben szereplő információk forrásmegjelöléseként.

## Tovabbi információk
- Kimberley Foundation Australia Researching, preserving and promoting Kimberley rock art
- Bradshaw Foundation Bradshaw Paintings of the Kimberley, North West Australia
- "Rock star of the Kimberley", The Age